# Liste der Kellergassen in Guntersdorf
Die Liste der Kellergassen in Guntersdorf führt die Kellergassen in der niederösterreichischen Gemeinde Guntersdorf an.
| Foto |                 | Kellergasse                                            | Standort                 | Beschreibung |
| ---- | --------------- | ------------------------------------------------------ | ------------------------ | --- |
| ja   | Datei hochladen | Kellergasse Großnondorf, Kellertrift                   | KG: Großnondorf Standort | Das Kellergassensystem besteht aus einigen Kellern, die an einer Geländekante im Hintaus im Nordosten des Orts liegen, sowie – vorwiegend – aus einer zweizeiligen breiten Kellergasse, die von dort nach Norden zum Teil in einem Graben über den Kamm eines Hügels hinwegführt. Insgesamt befinden sich hier 90 Keller. |
| BW   | Datei hochladen | Kellergasse Richtung Mittergrabern, Kleine Kellergasse | KG: Großnondorf Standort | Die einseitige Kellergasse liegt an einer Geländekante im südwestlichen Hintaus. Dort befinden sich auf einer Länge von 150 Metern zwölf Keller. |
| BW   | Datei hochladen | Kellergasse Guntersdorf, „Josefstadt“                  | KG: Guntersdorf Standort | Das Kellergassensystem liegt am Ortsrand, hinter dem Schlosspark. In ebener Lage befinden sich hier auf einer Fläche von etwa 40 mal 200 Meter befinden sich hier 40 Keller. Die älteste Datierung stammt von 1838. |
| BW   | Datei hochladen |                                                        | KG: Guntersdorf Standort | Am Südostrand der Ortschaft befinden sich drei kleine Kellergruppen. |

| Foto:                    | Fotografie der Kellergasse (Gesamtheit). Klicken des Fotos erzeugt eine vergrößerte Ansicht. Daneben finden sich zwei Symbole: \| Weitere Bilder vorhanden \| Das Symbol bedeutet, dass weitere Fotos des Objekts verfügbar sind. Durch Klicken des Symbols werden sie angezeigt. \| \| Eigenes Foto hochladen \| Durch Klicken des Symbols können weitere Fotos des Objekts in das Medienarchiv Wikimedia Commons hochgeladen werden. \| |
| Name:                    | Bezeichnung der Kellergasse |
| Standort:                | Es ist die Katastralgemeinde (KG) angegeben. Durch Aufruf des Links Standort wird die Lage der Kellergasse in verschiedenen Kartenprojekten angezeigt. |
| Beschreibung             | Kurze Beschreibung der Kellergasse |
| Weitere Bilder vorhanden | Das Symbol bedeutet, dass weitere Fotos des Objekts verfügbar sind. Durch Klicken des Symbols werden sie angezeigt. |
| Eigenes Foto hochladen   | Durch Klicken des Symbols können weitere Fotos des Objekts in das Medienarchiv Wikimedia Commons hochgeladen werden. |